# Corcòna
Corcòna (en francès Corconne) és un municipi francès situat al departament del Gard i a la regió d'Occitània.